# Andiamo Verlag
Der andiamo-Verlag war ein belletristischer Verlag mit Sitz in Mannheim, der unter anderem Texte von Meinrad Braun, Rumjana Zacharieva, Zsuzsa Bánk, Jürgen Nielsen-Sikora, Marica Bodrožić, Yadé Kara, Irena Brežná, Zehra Cirak, Christian von Zimmermann, Thomas Frahm, Vladimir Zarev, Sylvie Schenk und Sunil Mann veröffentlichte, sowie ab 2012 Romane von Jan Turovski.
Gegründet wurde er im Mai 2000 von Monika Kürten (Inhaberin) und Klaus Servene (Autor, Initiator, sowie auch inhaltlich verantwortlich). 2001 und 2007 wurde der Verlag, bei dem auch regional bedeutende Autoren wie Gertrud Häfner, Rudy Kupferschmitt und Adolf Kutschker veröffentlichten, insbesondere durch literarische Wettbewerbe im gesamten deutschsprachigen Raum bekannt.
So wurde im September 2001 die Erzählung „Ein Licht über dem Kopf“ von Dimitré Dinev erstveröffentlicht und seither eine kontinuierliche literarische Tätigkeit entwickelt, die man unter den Stichworten „Region, Migration und Europa“ zusammenfassen kann.
In 2008 erschien die Anthologie „Grenzen. Überschreiten“, das Buch zum „Internationalen Kurzgeschichtenwettbewerb 2007 der Stadt Mannheim“, herausgegeben von der Stadt Mannheim, Klaus Servene, Sudabeh Mohafez und Dimitré Dinev - Thema: Migration und Europa. Hierin findet sich unter anderen Beiträgen auch das deutschsprachige literarische Debüt von Massum Faryar, seine Erzählung „Der Rucksack“.
Im Oktober 2011 erschien die Erstausgabe von „grenzenlos“, einem „literarisch engagierten Europabrevier“, herausgegeben von Klaus Servene. Beiträge u. a. von: Vladimir Zarev,  Massum Faryar, Meinrad Braun, Marica Bodrožić, Thomas Frahm, Dimitré Dinev, Uwe Kräuter, Sunil Mann, Sabine Trinkaus, Peter-Paul Zahl, Siegfried Einstein, Jochen Hörisch, Jürgen Nielsen-Sikora (Mannheim 2011, ISBN 978-3-936625-18-9).
Ab 2011 wurden Texte des Verlags in das „Deutsche Referenzkorpus“ (DeReKo) des Mannheimer Instituts für Deutsche Sprache aufgenommen.
2012 veröffentlichte der Verlag erstmals einen deutschen Text aus Georgi Markows legendären „Reportagen“, die den Anlass für seine Ermordung boten („Londoner Regenschirmmord“).
Die Anthologie bietet Einblicke in die Geschichte der bulgarischen Literatur und einen Überblick über die zeitgenössische. Gewissermaßen auch eine Hommage an die Arbeit des 2005 aufgelösten Avlos-Verlags.
- europabrevier grenzenlos 2 - eine literarische Bulgarienreise, ein Puzzle & andere Wegbeschreibungen aus der Enge (Anthologie; herausgegeben von Klaus Servene und Thomas Frahm; Beiträge von: Georgi Markow, Christo Botev, Stojan Mihajlovski, Konstantin Pavlov, Angel Wagenstein, Vladimir Zarev, Kalin Terzijski, Galina Zlatareva, Ivan Kulekov, Mirela Ivanova, Kristin Dimitrova, Dimo Alexiev, Paraskeva Nikoltscheva-Mau, Jürgen Nielsen-Sikora zu Christian Linder, Manfred Loimeier, Meinrad Braun), Mannheim 2012. ISBN 978-3-936625-19-6

2013 wurde die „Edition Andiamo im Wellhöfer Verlag“ mit der Herausgabe des Romans Ja von Nikolaj Tabakov begründet. Erstmals erschien ein Werk des bulgarischen Autors in Deutsch, übersetzt von der Schriftstellerin Rumjana Zacharieva.
Ende Dezember 2017 wurde der Verlag aufgelöst, einige Titel wurden jedoch lieferbar gehalten.
Im Oktober 2024 erschien im Rahmen einer langjährigen, innovativen literaturwissenschaftlichen Analyse über die Wirksamkeit von Literatur in der Gesellschaft eine breit und tief fundierte Habilitationsschrift von Privatdozentin Dr. Wiebke Sievers (Europa-Universität Viadrina). Am Beispiel von Vladimir Vertlib, Dimitré Dinev, Julya Rabinowich und Anna Kim wird gezeigt wie Literatur als Medium der Ausgrenzung und zugleich des Widerstands dagegen gesellschaftliche Entwicklungen beeinflussen kann. Auch auf die Rolle des andiamo-Verlags wird hierin eingegangen.
Alle Publikationen sind in der  Deutschen Nationalbibliothek, sowie in der  Badischen Landesbibliothek verzeichnet, aufbewahrt und ausleihbar, einige auch vom  Deutschen Literaturarchiv Marbach gekauft worden.
Seit Bestehen wurden folgende Autorinnen und Autoren publiziert (AUSWAHL in alphabetischer Reihung nach Nachnamen):
Farhad Ahmadkhan - Cherno Albany - Dimo Alexiev - Minnet Atil - Zsuzsa Bánk - Aviva Barkhourdarian - Rolf Bergmann - Doris Bewernitz - Marica Bodrožić - Ariane Böckler - Christo Botev - Meinrad Braun - Silvana Braukmann - Irena Brežná - Mascha Buchen - Charles Bukowski - Nikias Chryssos - Zehra Çirak - Manfred Dechert - Jean-Philippe Devise - Kristin Dimitrova - Dimitré Dinev (Autor u. Hg.) - Siegfried Einstein - Massum Faryar - Diana Feuerbach - Thomas Frahm (Autor, Übersetzer, Hg.) - Reinhard Griebner - Ralph Günther - Bille Haag - Hippe Habasch - Ilka Christiane Haederle - Gertrud Häfner - Jochen Hörisch - Peter Houska - Mirela Ivanova - Elias Jammal - Evelina Jecker-Lambreva - Yadé Kara - Wolfgang Klein - Hubert Kölsch - Uwe Kräuter - Ivan Kulekov - Rudy Kupferschmitt - Adolf Kutschker (Autor u. Hg.) - Anke Laufer - Manfred Loimeier - Sunil Mann - Georgi Markov - Stojan Mihajlovski - Hanno Millesi - Sudabeh Mohafez (Hg.) - Pega Mund - Jürgen Nielsen-Sikora - Paraskeva Nikoltscheva-Mau - Konstantin Pavlov - Claus Probst - Rea Revekka Poulharidou - Sylvie Schenk - Rainer Schildberger - Darina Schneider - Klaus Servene (Autor u. Hg.) - Amaryllis Sommerer - Marina Stepnova (Übers. von Marlies Bilz und Angelika Starobinskaja) - Nikolaj Tabakov - Kalin Terzijski - Christine Thiemt - Limeik Topchi (Regisseur und Schauspieler) - Sabine Trinkaus - Peter Tröster (Hg. u. Komponist) - Jan Turovski - Alessandra Volpe (Hg.) - Angel Wagenstein - Frank Wallenta - Rainer Wedler - Werner Weimar-Mazur - Stephan Weiner - Ina Weixler - Ursula Wiegele - Kirsten Wilczek - Rumjana Zacharieva (Autorin, Übersetzerin) - Peter-Paul Zahl - Vladimir Zarev - Christian von Zimmermann - Galina Zlatareva